# RAB26
RAB26 (англ. RAB26, member RAS oncogene family) – білок, який кодується однойменним геном, розташованим у людей на короткому плечі 16-ї хромосоми. Довжина поліпептидного ланцюга білка становить 256 амінокислот, а молекулярна маса — 27 900.
| 10         |  | 20         |  | 30         |  | 40         |  | 50         |
| ---------- |  | ---------- |  | ---------- |  | ---------- |  | ---------- |
| MSRKKTPKSK |  | GASTPAASTL |  | PTANGARPAR |  | SGTALSGPDA |  | PPNGPLQPGR |
| PSLGGGVDFY |  | DVAFKVMLVG |  | DSGVGKTCLL |  | VRFKDGAFLA |  | GTFISTVGID |
| FRNKVLDVDG |  | VKVKLQMWDT |  | AGQERFRSVT |  | HAYYRDAHAL |  | LLLYDVTNKA |
| SFDNIQAWLT |  | EIHEYAQHDV |  | ALMLLGNKVD |  | SAHERVVKRE |  | DGEKLAKEYG |
| LPFMETSAKT |  | GLNVDLAFTA |  | IAKELKQRSM |  | KAPSEPRFRL |  | HDYVKREGRG |
| ASCCRP     |  |            |  |            |  |            |  |            |

A: Аланін

C: Цистеїн

D: Аспарагінова кислота

E: Глутамінова кислота

F: Фенілаланін

G: Гліцин

H: Гістидин

I: Ізолейцин

K: Лізин

L: Лейцин

M: Метіонін

N: Аспарагін

P: Пролін

Q: Глутамін

R: Аргінін

S: Серин

T: Треонін

V: Валін

W: Триптофан

Задіяний у таких біологічних процесах, як транспорт, транспорт білків, альтернативний сплайсинг. 
Білок має сайт для зв'язування з нуклеотидами, ГТФ. 
Локалізований у мембрані, цитоплазматичних везикулах, апараті гольджі.